# Walter Jürgen Schmid

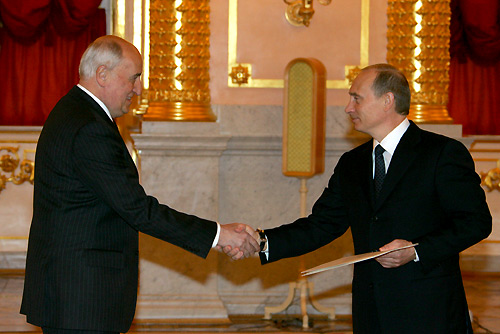
Walter Jürgen Schmid remet ses lettres de créance au président russe Vladimir Poutine le 8 avril novembre 2005

Walter Jürgen Schmid né le 24 Novembre 1946 à Esslingen am Neckar, est un diplomate allemand.

## Biographie
Après avoir obtenu son diplôme d'études secondaires, Walter Jürgen Schmid a effectué son service militaire de base de 1966 à 1967. De 1968 à 1973, il étudie le droit à l'Université Eberhard Karls de Tübingen, à l'Université Ludwig-Maximilians de Munich et à l'Université d'Aix-en-Provence. De 1973 à 1975, il a été greffier et a reçu son diplôme de doctorat en juridique Doctorat.
Il a commencé son service au ministère fédéral des Affaires étrangères en 1976 en tant qu'attaché. Il est ensuite devenu le conseiller personnel du ministre d'État Klaus von Dohnanyi. Son premier poste à l'étranger a été à l'ambassade de Montevideo, en Uruguay, avant de déménager à l'ambassade d'Allemagne à Ankara, en Turquie, en 1982. De 1986 à 1991, il a été directeur du Sénat à la Chancellerie du Sénat de la ville libre et hanséatique de Hambourg. Son premier poste d'ambassadeur était à Conakry, en Guinée, de 1992 à 1994. En 1995, il est allé au Royal College of Defence Studies (RCDS) à Londres pendant un an. Il a travaillé au Département du désarmement du ministère fédéral des Affaires étrangères jusqu'en 2000, avant d'être nommé sous-commissaire puis, en 2003 , commissaire du gouvernement fédéral au désarmement et à la maîtrise des armements.
De juillet 2005 à début 2010, Walter Jürgen Schmid a été ambassadeur d'Allemagne à Moscou, où il a été remplacé par Ulrich Brandenburg.
En septembre 2010, il a succédé à Hans-Henning Horstmann en tant qu'ambassadeur extraordinaire et plénipotentiaire de la République fédérale d'Allemagne près le Saint-Siège  a présenté le pape Benoît XVI. au 13e. Septembre de la même année à Castel Gandolfo sa lettre d'accréditation. Schmid est décédé le 7. octobre 2011 personnellement par le pape Benoît XVI. au revoir et retraite. Son successeur était Reinhard Schweppe.

## Vie privée
Schmid est marié à Livia Vergallo-Schmid.